# Смосаж-Добкі
Смосаж-Добкі (пол. Smosarz-Dobki) — село в Польщі, у гміні Ґолимін-Осьродек Цехановського повіту Мазовецького воєводства.
Населення — 183 особи (2011).
У 1975-1998 роках село належало до Цехановського воєводства.

## Демографія
Демографічна структура станом на 31 березня 2011 року:
|          | Загалом | Допрацездатний вік | Працездатний вік | Постпрацездатний вік |
| -------- | ------- | ------------------ | ---------------- | -------------------- |
| Чоловіки | 93      | 24                 | 63               | 6                    |
| Жінки    | 90      | 18                 | 55               | 17                   |
| Разом    | 183     | 42                 | 118              | 23                   |